# Horacio Jaunarena
José Horacio Jaunarena (Pergamino, Buenos Aires, 29 de noviembre de 1942) es un abogado y político argentino. Ocupó varios cargos públicos, y fue tres veces ministro de Defensa de la Nación.

## Biografía

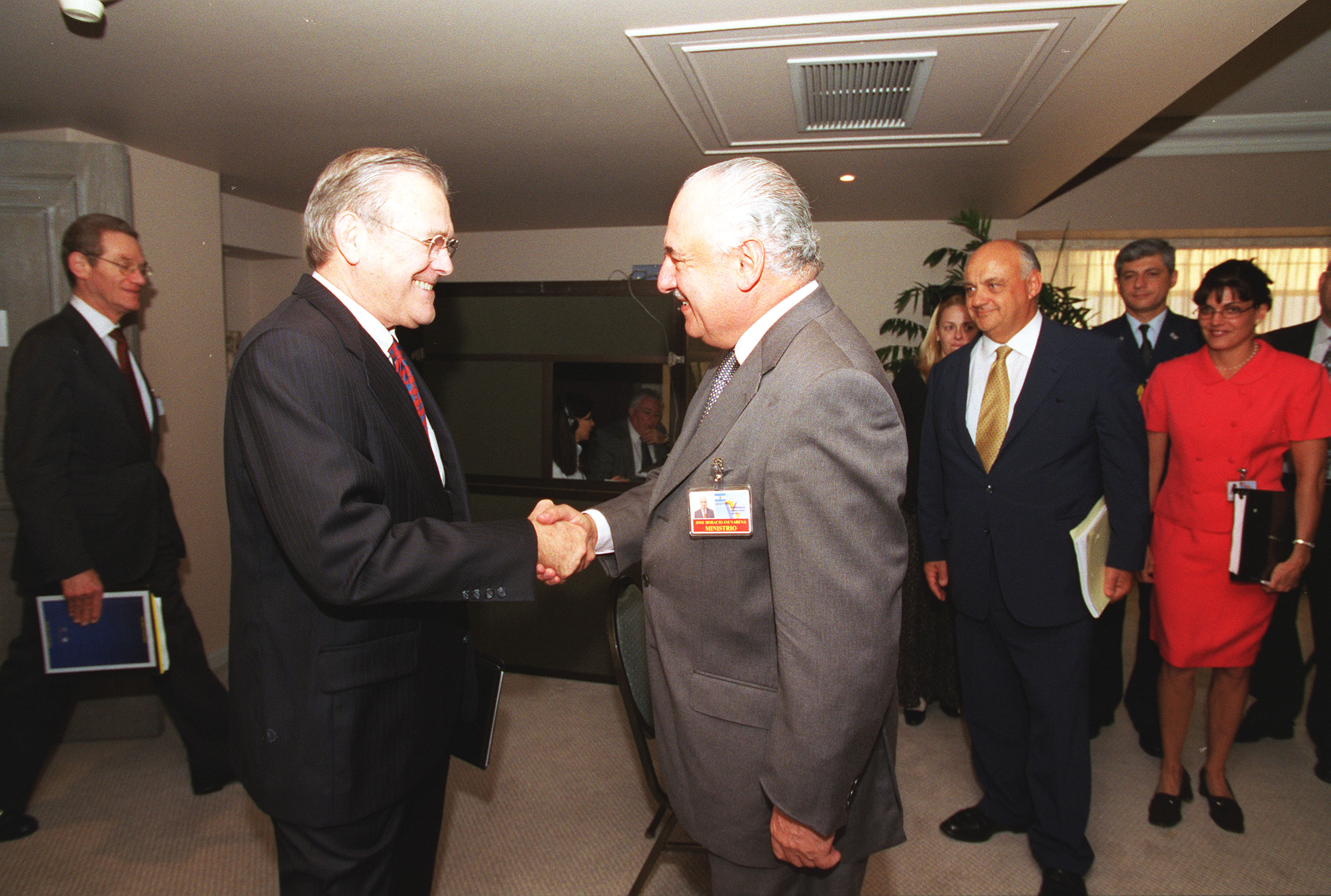
Jaunarena saludando a Donald Rumsfeld en 2002.

Se recibió de abogado en la Universidad de Buenos Aires. Durante la presidencia de Raúl Alfonsín fue subsecretario, primero, y secretario de Defensa después hasta ser nombrado ministro a mediados de 1986.  A lo largo de su gestión tuvo que enfrentar las rebeliones carapintadas del teniente coronel del Ejército Aldo Rico en 1987 y 1988 y la del coronel Mohamed Alí Seineldín en 1988. También estaba al frente del Ministerio cuando el Movimiento Todos por la Patria (MTP) atacó el cuartel de La Tablada en 1989. Jaunarena defendió y promovió las leyes de obediencia debida y punto final sancionadas en 1987, que evitaron que 1180 militares, policías y civiles fueran juzgados por el terrorismo de Estado en las décadas de 1970 y 1980. Afrontó la etapa de mayor negociación del gobierno de Alfonsín con las fuerzas armadas. Su posición sobre la llamada "guerra sucia" la resumió en un discurso de diciembre de 1988, durante un acto que contó con la presencia del presidente Alfonsín y los jefes de las tres Armas:

Las fuerzas armadas se vieron ante la circunstancia de tener que enfrentar militarmente a un enemigo de nuestra convivencia, sin el diseño ni la adaptación necesaria para esta emergencia. La mayor parte de la lucha se llevó a cabo fuera del marco de los Gobiernos constitucionales, quedando cuestionada la legitimidad política y jurídica de una lucha que era necesaria (…) [los militares] eliminaron el fenómeno, pero no evitaron el reproche por la manera de hacerlo. Debemos admitir que nos equivocamos todos. ¿Vamos a seguir tratando de cargar todas las culpas en el otro, sin la admisión de la menor responsabilidad propia? Volvamos a aceptar esta realidad, que es evidente para todo argentino sensato.
Horacio Jaunarena, 17 de diciembre de 1988

En febrero de 1989 le comunicó a los militares que el gobierno de Estados Unidos volvería a vender material bélico a la Argentina tras la sanción sufrida por la guerra de las Malvinas de 1982.
Durante el gobierno del justicialista Carlos Menem (1989-1999), Jaunarena fue elegido diputado nacional por la provincia de Buenos Aires en 1993 y nuevamente en 1999. Siendo referente radical siguió afianzando su relación con el sector militar, uno de los gestos hacía ese sector fue la crítica que realizó al desmantelamiento llevado a cabo por Menem del plan del misil Cóndor.
En octubre de 2000 deja su banca en el congreso para ocupar la Secretaría General de la Presidencia designado por el presidente Fernando de la Rúa. En marzo de 2001 deja la Secretaría y después de 12 años vuelve al cargo de ministro de Defensa para reemplazar a Ricardo López Murphy que había sido designado en Economía.
Luego de la renuncia de Fernando de la Rúa y todos su Gabinete el 20 de diciembre de 2001, Jaunarena fue uno de los tres ministros que continuaron en su puesto a pedido del presidente interino Ramón Puerta a fin de colaborar en la transición, cesando en sus funciones el 23 de dicho mes.  Sin embargo pocos días después, el 8 de enero de 2002, ya con Eduardo Duhalde como Presidente, regresó a la cartera de Defensa que había sido conducida interinamente por José María Vernet cuando fue ministro de Relaciones Exteriores en la breve presidencia de Adolfo Rodríguez Saá que duró del 23 al 30 de diciembre de 2001. Permaneció en el cargo durante todo el mandato de Duhalde, y en mayo de 2003 fue sucedido por José Pampuro.
En junio de 2011 presentó su libro La casa está en orden (editorial Taeda), título que rememora una frase que pronunció Alfonsín en Semana Santa de 1987 luego de sofocado un alzamiento carapintada de Aldo Rico. En dicho libro, Jaunarena repasa su etapa como ministro y da algunas sugerencias para el sector de Defensa de la República Argentina.